# Borrello Island
Borrello Island ist eine kleine Insel im Archipel der Windmill-Inseln vor der Budd-Küste des ostantarktischen Wilkeslands. Sie liegt vor der Westküste von Hollin Island.
Die Insel wurde anhand von Luftaufnahmen der US-amerikanischen Operation Highjump (1946–1947) erstmals kartiert. Das Advisory Committee on Antarctic Names benannte sie nach dem US-amerikanischen Geomagnetologen Sebastian Ronald Borrello (* 1935), der 1958 auf der Wilkes-Station tätig war.